# Anapistula aquytabuera
Anapistula aquytabuera is een spinnensoort uit de familie Symphytognathidae. De soort komt voor in Brazilië.